# Mourens
Mourens (okzitanisch Morens) ist eine französische Gemeinde mit 389 Einwohnern (Stand: 1. Januar 2022) im Département Gironde in der Region Nouvelle-Aquitaine. Sie gehört zum Arrondissement Langon und zum Kanton L’Entre-deux-Mers. 

## Geographie
Mourens liegt etwa 40 Kilometer südöstlich von Bordeaux. Umgeben wird Mourens von den Nachbargemeinden Saint-Pierre-de-Bat im Norden, Gornac im Nordosten, Saint-Martial im Osten und Südosten, Saint-Germain-de-Grave im Süden und Südwesten, Donzac im Westen sowie Porte-de-Benauge im Nordwesten.

## Bevölkerungsentwicklung
| 1962                       | 1968 | 1975 | 1982 | 1990 | 1999 | 2006 | 2017 |
| -------------------------- | ---- | ---- | ---- | ---- | ---- | ---- | ---- |
| 452                        | 434  | 385  | 382  | 341  | 358  | 388  | 385  |
| Quellen: cassini und INSEE |      |      |      |      |      |      |      |

## Sehenswürdigkeiten
- Kirche Saint-Martin aus dem 12. Jahrhundert (Monument historique)
- Kirche Saint-Pierre in Montpezat

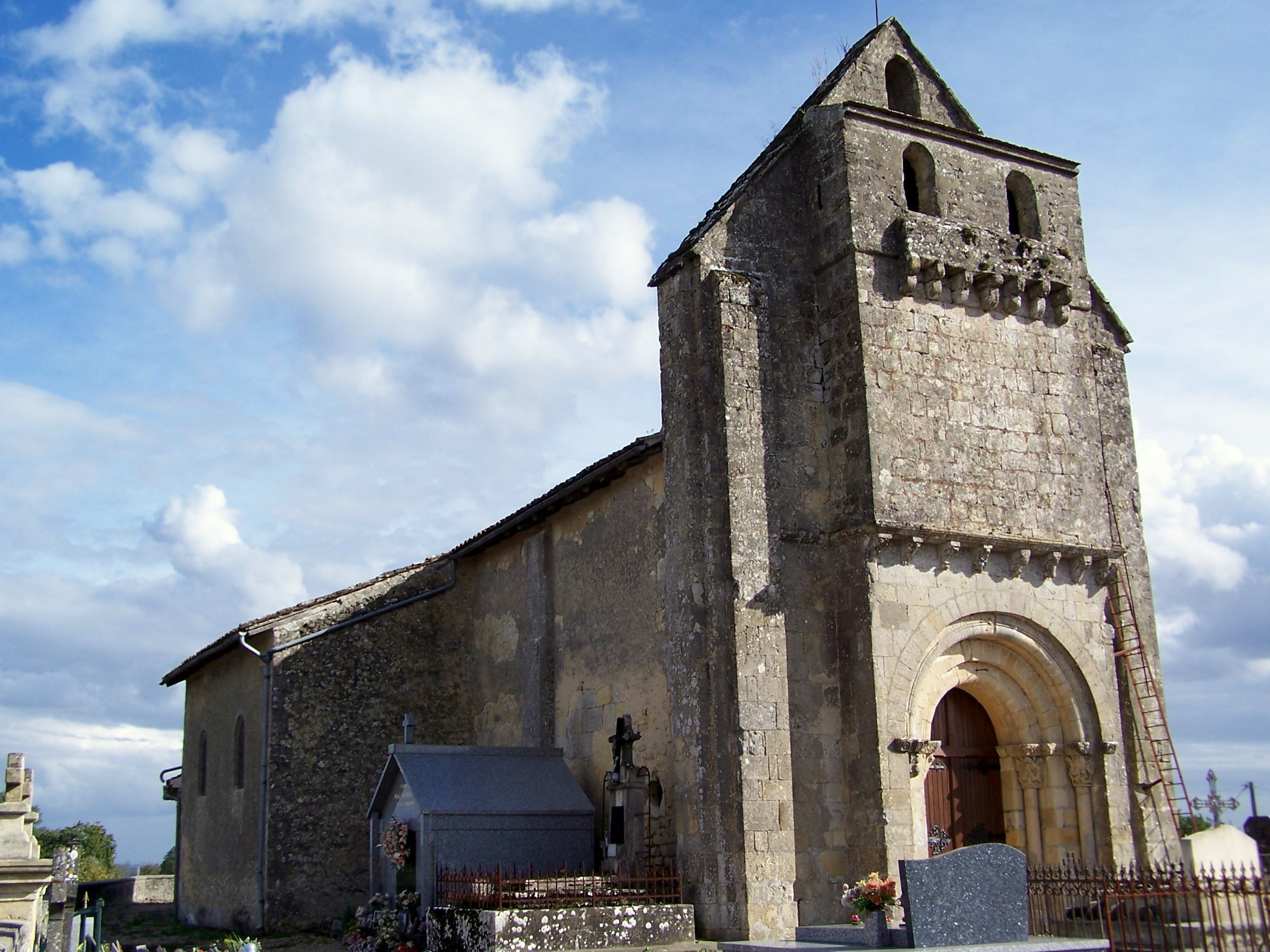
Kirche Saint-Martin
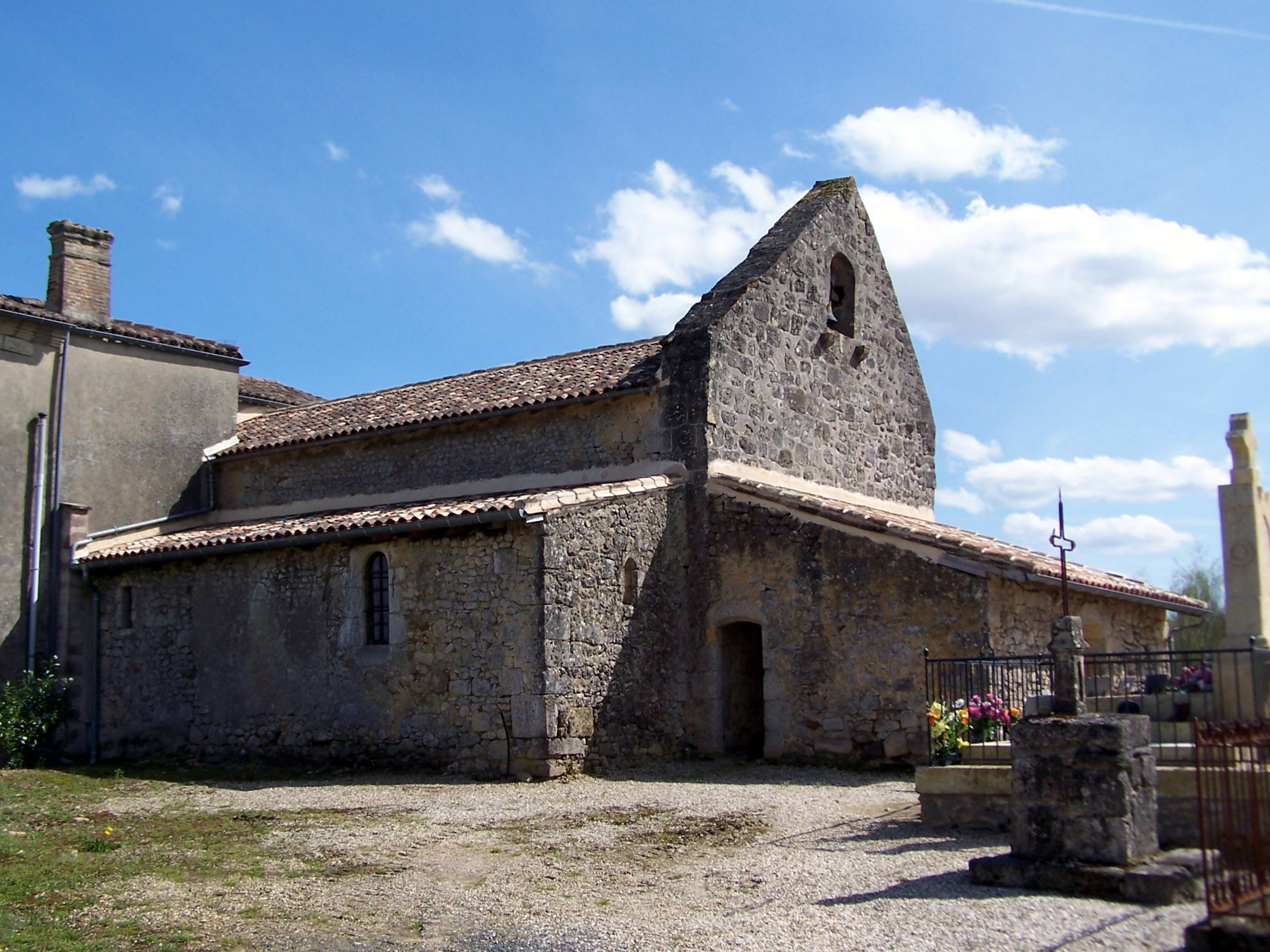
Kirche Saint-Pierre in Montpezat